# Иванцево (Волоколамский район)
Иванцево — деревня в Волоколамском районе Московской области России.
Относится к сельскому поселению Чисменское, до муниципальной реформы 2006 года относилась к Анинскому сельскому округу. Население — 28 чел. (2010).

## Население
| 1852 | 1859 | 1926 | 2002 | 2006 | 2010 |
| ---- | ---- | ---- | ---- | ---- | ---- |
| 197  | →197 | ↘150 | ↘19  | ↗32  | ↘28  |

## Расположение
Деревня Иванцево расположена примерно в 12 км к юго-востоку от центра города Волоколамска. В 3 км севернее деревни проходит автодорога «Балтия» М9. В деревне одна улица — Летняя, зарегистрировано 4 садовых товарищества.
Ближайшие населённые пункты — деревни Морозово, Матрёнино и Ширяево. Связана автобусным сообщением с районным центром и посёлком городского типа Сычёво.

## Исторические сведения
В «Списке населённых мест» 1862 года Иванцово — владельческая деревня 2-го стана Волоколамского уезда Московской губернии по правую сторону почтового Московского тракта (из Волоколамска), в 10 верстах от уездного города, при безымянной речке, с 26 дворами и 197 жителями (108 мужчин, 89 женщин).
По данным на 1890 год входила в состав Аннинской волости Волоколамского уезда, число душ мужского пола составляло 96 человек.
В 1913 году — 25 дворов.
По материалам Всесоюзной переписи населения 1926 года — центр Иванцевского сельсовета Аннинской волости, проживало 150 жителей (61 мужчина, 89 женщин), насчитывалось 34 крестьянских хозяйства.
С 1929 года — населённый пункт в составе Волоколамского района Московской области.